# John Bröcheler
John Bröcheler (Vaals, 21 februari 1945) is een Nederlandse bas-bariton operazanger.
Bröcheler studeerde aan het Conservatorium Maastricht bij Leo Ketelaars en later in Parijs bij Pierre Bernac. In 1969 behaalde hij de eerste prijs bij het Landelijk Concours van Nederlandse Vocalisten in Den Bosch.
Op 8 juni 1970 slaagde Bröcheler met drie tienen voor vocalises, aria's en partijen, en voor liederen aan het Maastrichts Conservatorium voor solozang akte C. Hij kreeg een aanstelling als leraar solozang aan de Stedelijke Muziekschool in Maastricht.
In maart 1972 werd hem de Prix d'Excellence toegekend als bekroning op zijn topprestaties aan het Maastrichts Conservatorium. In 1974 debuteerde hij, met veel succes, bij de Berliner Festwochen (Die Erprobung des Petros Hebraicus - Henry Pousseur). Naar aanleiding hiervan nodigde Mauricio Kagel hem uit voor de wereldpremières van Mare Nostrum (Berlijn, Parijs, Avignon) en Die Umkehrung Amerika's (Prix Italia). Intendant Hans de Roo (De Nederlandse Operastichting) had een belcantorol (Maria Stuarda - Gaetano Donizetti) voor de 'avantgardist' in petto. Naast onder anderen Joan Sutherland (titelrol) zong hij de rol van biechtvader Talbot.
Het jaar 1977 werd het begin van een glansrijke operacarrière. Na zijn American Debut in San Diego (Verdi's Falstaff, regie: Tito Capobianco), volgden New York City Opera (Menotti's - La Loca met Beverly Sills), Don Giovanni en Verdi's Nabucco met Grace Bumbry als Abigaile). Via Los Angeles en Toronto (Ambroise Thomas - Hamlet met Joan Sutherland als Ophelia), bouwde hij aan zijn zangersloopbaan.
Bröchelers eerste lp met onder andere Schumanns Dichterliebe (Tan Crone op de piano), werd bekroond met de Preis der Deutschen Schallplatten Kritik. Naar aanleiding hiervan werd hij overladen met Europese opera- en concertaanbiedingen. 

In 2002 zong hij de rol van Dr.Schön uit Bergs opera Lulu, naast Anja Silja, en met het Nederlands Philharmonisch Orkest onder leiding van Hartmut Haenchen.
Zeer recentelijk beleefde hij triomfen onder leiding van Edo de Waart met het Hong Kong Philharmonic Orchestra, in een concertante-uitvoering van Salomé (Richard Strauss).

## Onderscheiding
Op 16 mei 2005 heeft burgemeester mr. W. Geraedts van de gemeente Gulpen-Wittem in het Theater aan het Vrijthof te Maastricht, namens H.M. de Koningin, John Bröcheler benoemd tot Ridder in de Orde van de Nederlandse Leeuw.

## Boek
- Levenslang zingen (Hans Toonen, 2006)